# Левобережная (остановочный пункт, Киев)
Левобере́жная — остановочный пункт Киевской дирекции Юго-Западной железной дороги. Расположен на участке Киев-Волынский — Дарница (через станцию Почайна) между станцией Киев-Днепровский и остановочным пунктом Русановка. Входит в состав Киевского железнодорожного узла.
Расположен в границах города Киева. Является одной из остановок Киевской городской электрички. Находится на расстоянии пешеходной доступности от станции метро «Левобережная».
Открыта 4 октября 2011 года вместе с запуском Киевской городской электрички по кольцу (ранее она ходила лишь между двумя остановками).
На линии городской электрички также есть остановка со схожим названием — Левый Берег. До 2022 года обе остановки являлись следующими после станции «Дарница» (в разных направлениях). Из-за этого некоторые невнимательные пассажиры их путали